# Pyongyang Sinmun
Pyongyang Sinmun (en hangul: 평양신문; en hanja: 平壤新聞; tr. Noticias de Pionyang) es un periódico de Corea del Norte fundado el 1 de junio de 1957 por Kim Il-sung. Fue lanzada una versión en línea el 1 de enero de 2005. Es publicado por el Comité Municipal del Partido del Trabajo de Corea en Pionyang seis veces a la semana, siendo su editor Song Rak-gyun.
Aunque técnicamente es un periódico local, es distribuido a nivel nacional y publica noticias de otras regiones. Tiene cuatro páginas y una circulación de 4,3 millones de ejemplares. The Pyongyang Times es su edición en idioma extranjero.